# Classique hivernale de la LNH 2025
Match précédent
L'édition 2025 est la 16e édition de la Classique hivernale de la LNH, en anglais : 2025 NHL Winter Classic, une partie annuelle de hockey sur glace disputée à l’extérieur en Amérique du Nord. La partie a lieu le 31 décembre 2024 et oppose les Blues de Saint-Louis aux Blackhawks de Chicago. L'évènement se déroule au Wrigley Field, le domicile des Cubs de Chicago dans la MLB.

## Contexte
La ligue a annoncé le match le 7 février 2024, lors du premier entracte de la LNH sur la diffusion de TNT le match du Lightning de Tampa Bay contre les Rangers de New York,. Plusieurs sources médiatiques ont cependant divulgué le lieu du match et les adversaires la veille,,.
Il s'agissait d'une revanche de la Classique hivernale de la LNH 2017, lorsque les Blues de Saint-Louis avaient battu les Blackhawks de Chicago, 4-1, au Busch Stadium de Saint-Louis. C'était également la deuxième fois que Wrigley Field accueillait un match extérieur de la LNH, après avoir accueilli la Classique hivernale de la LNH 2009.
Le réveillon du Nouvel An a été choisi comme date pour la Classique hivernale, par opposition à sa programmation traditionnelle du jour de l'An, en réponse à l'expansion des éliminatoires du football universitaire de 4 à 12 équipes à partir de l'après-saison 2024-25. Le Classique hivernale avait connu une baisse constante de ses audiences, exacerbée par le passage à la chaîne câblée TNT Sports en 2022, et le déplacement vers le créneau moins fréquenté de l'après-midi du réveillon du Nouvel An (une grande partie du match se déroulera dans l'intervalle entre la fin du Texas Bowl 2024 et le coup d'envoi du Fiesta Bowl) avait pour but de faire de l'événement « quelque chose (...) de très unique ce jour-là ».
Une minute de silence en mémoire de l'ancien président des États-Unis Jimmy Carter, décédé deux jours plus tôt, a été observée avant le match.

## Feuille de match
| 31 décembre 2024 | Blues de Saint-Louis | 6-2 (2-1, 3-0, 1-1) | Blackhawks de Chicago | Wrigley Field 40 933 spectateurs |

| Feuille de match  | Feuille de match | Feuille de match                | Feuille de match                                       | Feuille de match |
| ----------------- | --- | ------------------------------- | ------------------------------------------------------ | ---------------- |
|                   | Cam Fowler — 1 min 40 s Jordan Kyrou — 8 min 10 s Justin Faulk — 27 min 15 s Dylan Holloway — 33 min 34 s Cam Fowler — 37 min 51 s Alexandre Texier — 56 min 18 s | 1-0 2-0 2-1 3-1 4-1 5-1 5-2 6-2 | Taylor Hall — 15 min 26 s Tyler Bertuzzi — 51 min 15 s |                  |
| Jordan Binnington | Gardiens | Petr Mrázek                     |                                                        |                  |
|                   | |                                 |                                                        |                  |
| 28                | Tirs | 30                              |                                                        |                  |